# 5e bataillon de parachutistes d'infanterie de marine
Pour les articles homonymes, voir 5e bataillon.
Le 5e bataillon parachutistes d'infanterie de marine (5e BPIMa) est une unité parachutiste dissoute de l'Armée française.
Il est créé sous le nom de 5e bataillon de parachutistes d'infanterie de coloniale (5e BPIC) et engagé en Cochinchine au début de la guerre d'Indochine. Ce bataillon est le précurseur des bataillons coloniaux de parachutistes qui donnent naissances plus tard aux différents régiments de parachutistes d'infanterie de marine, les RPIMa.

## Création et différentes dénominations
- 1er février 1947 : création du 5e bataillon de parachutistes d'infanterie coloniale (5e BPIC)
- 25 juin 1948 : devient 5e bataillon colonial de commandos parachutistes (5e BCCP)
- 22 juillet 1950 : première dissolution
- 15 octobre 1950 : nouvelle création du bataillon
- 3 août 1951 : devient le 5e bataillon de parachutistes coloniaux (5e BPC)
- 1er août 1953 : nouvelle dissolution[1].
- 16 janvier 1958 : nouvelle création du 5e BPC
- 1er décembre 1958 : devient 5e bataillon de parachutistes d'infanterie de marine (5e BPIMa)
- 31 décembre 1964 : dissolution de l'unité.

## Historique des garnisons, campagnes et batailles
Le 1er février 1947, sous le commandement du chef de bataillon Dupuis, est créé, à Tarbes, le 5e bataillon parachutistes d'infanterie coloniale (5e BPIC).
L'unité, dont les cadres proviennent principalement du groupement Ponchardier, est une composante du GAP 3 de la 25e division aéroportée. Il hérite des traditions et reçoit la garde du drapeau du 5e RIC.
Un détachement aux ordres du chef de bataillon Dupuis embarque sur le SS Pasteur le 30 octobre 1947 et devient officiellement le 2e BCCP lors de son arrivée à Saïgon le 15 novembre.
Le 25 juin 1948, le reste du bataillon débarque du Pasteur à Saigon et prend le nom de 5e bataillon colonial de commandos parachutistes (5e BCCP).
Le 22 juillet 1950, le 5e BCCP est dissous lors de son embarquement pour la métropole.
Le bataillon est recréé à Quimper le 15 octobre 1950. Il embarque sur l’Athos II le 10 juillet 1951 et devient officiellement le 5e BPC le 3 août à son arrivée à Saigon.
Il est à nouveau dissous le 1er août 1953 lors de son embarquement pour la métropole.
Le 5e BPC est à nouveau créé à Madagascar le 16 janvier 1958 à partir du groupe colonial de commandos parachutistes de Madagascar et prend le nom de 5e BPIMa le 1er décembre 1958. Dissous le 31 décembre 1964 il ne sera jamais reconstitué. Il donnera naissance au 2e RPIMa le 1er janvier 1965 à partir des éléments du 5e BPIMa en garnison à Madagascar, le 2e RPIMa sera installé à La Réunion le 10 août 1973 puis au quartier Pierrefond depuis 1980.

## Traditions

### Devise
La devise du bataillon, À la vie à la mort, est celle du commando Ponchardier dont sont issus de nombreux personnels et notamment les commandants Dupuis et Orsini.

### Insigne
On retrouve sur l'insigne d'origine du 5e BPIC l'ancre des unités de marines et le parachute des unités aéroportées. Le poignard et la main rappellent l'insigne du commando Ponchardier dont sont issus les cadres. Sont également représentés la devise « À la vie à la mort » et le numéro « 5 » de l'unité. L'insigne du 2e BCCP reprend plus tard le même motif, seul le numéro « 5 » est remplacé par un « 2 ».
L'insigne du 5e BPIMa reprend celui du 5e BCCP.

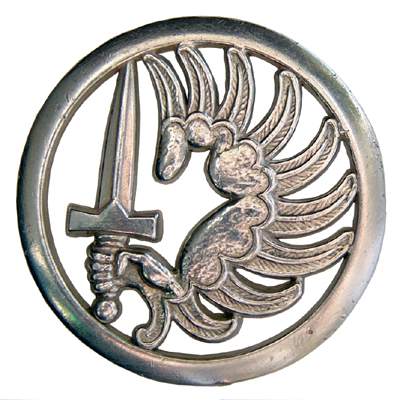
Insigne de béret
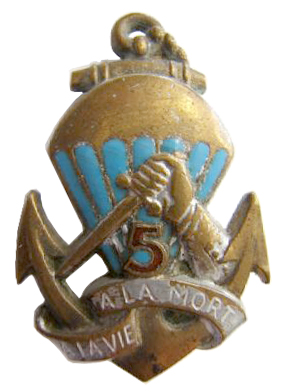
Insigne du 5e BPIC
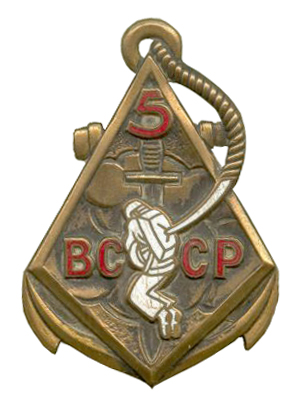
Insigne du 5e BCCP

## Chefs de corps
- 2/1947 - 9/1947 : chef de bataillon Dupuis
- 9/1947 - 11/1949 : chef de bataillon Grall
- 11/1949 - 7/1950 : chef de bataillon Romain-Desfossés

- 8/1951 - 1/1952 : chef de bataillon Orsini
- 1/1952 - 8/1952 : capitaine Mengin Lecreulx Guy
- 8/1952 - 8/1953 : capitaine Martre[5]
- 1958 - 1959 : commandant Le Mire
- 1959 - 1961 : commandant Florentin
- 1961 - 1962 : commandant Leblond
- 1962 - 1964 : commandant Guilleminot

## Personnalités ayant servi au bataillon
- André Sorret (1918-1949), Compagnon de la Libération.

## Sources et bibliographie
- Collectif, Histoire des parachutistes français, Société de Production Littéraire, 1975.
- Collectif, Fédération Nationale des Anciens d'Outre-Mer et anciens combattants des Troupes De Marine, Inspection des Troupes De Marine, Les Troupes De Marine 1622-1984, éditions Lavauzelle.